# Berthe Bernage
Pour les articles homonymes, voir Berthe.
Œuvres principales
- Série Brigitte (1925-1972)

Berthe Bernage (Paris 8e, 11 août 1886 - Paris 17e, 2 mai 1972) est une écrivaine française. Elle est connue notamment pour sa série Brigitte, commencée en 1925, qui raconte la vie de Brigitte Hauteville depuis l'anniversaire de ses dix-huit ans à sa vieillesse.
Elle est aussi connue sous le pseudonyme de Bettine ou celui de Bernerette.
La série Brigitte a été rééditée en France jusqu'en 2004.

## Famille
Fille de Siméon-Auguste Barthélémy et de Louise-Marie Jenny Deltour, Berthe Marie Henriette Bernage naquit à Paris, rue d'Artois dans le quartier bourgeois de Saint-Philippe-du-Roule en 1886, dans une famille d'universitaires tant du côté paternel que maternel. Elle était la cadette de six filles.
Son grand-père paternel, Prosper Bernage, professeur dans le secondaire au lycée de Castres, eut pour élèves des noms devenus illustres, comme Jean Jaurès ou Sully Prudhomme.
Son grand-père maternel, Nicolas-Félix Deltour, « le savant professeur et littérateur », fut inspecteur général de l'Instruction publique.
Siméon-Auguste, le père (Draguignan, 1839-Paris, 1902), lauréat de l'École normale supérieure, fut reçu au concours de l'agrégation de lettres à 21 ans. Helléniste, il fut successivement professeur de rhétorique au lycée Condorcet puis dans le prestigieux lycée Henri-IV. Il fut promu dans l'ordre de la Légion d'honneur.
Des six filles, Adèle (née en 1876) et Louise (née en 1881) entrèrent dans les ordres, Marie (1877-1899) mourut à 22 ans, Marguerite (née en 1879) épousa Arsène Limon-Duparcmeur (dont descendance) et Geneviève perdit son fiancé, tué à la bataille de la Marne. Elle ne se maria jamais, fit une carrière dans l'enseignement, mais elle sera aussi l'amie, la secrétaire, la gouvernante, la confidente de sa sœur Berthe. Berthe, quant à elle, entra à la Sorbonne et en sortit licenciée ès lettres. C'était une jeune femme cultivée et spirituelle.

## Début de carrière
Dès son enfance elle observait et notait le comportement de son entourage bourgeois, milieu dans lequel elle évoluait, où seuls ordre, discipline, devoir, sacrifice, amour de la patrie et bons sentiments étaient de rigueur. C'est du moins ce qu'elle croyait et retint. Ses tableaux enfantins devinrent peu à peu des contes qu'elle lisait à ses amis puis qu'elle faisait paraître dans quelques revues. Ainsi, en 1923, elle entama véritablement sa carrière littéraire, notamment par le biais de nombreux articles, chroniques et nouvelles dans la revue Les Veillées des chaumières.
Très active dans les organisations catholiques, elle participa en octobre 1932 avec Marguerite Bourcet à une retraite d'écrivains catholiques organisée par le père Bessières au couvent de la Solitude à Versailles : y furent fondées les Journées des Femmes écrivains catholiques, rencontres-retraites qui se tinrent trois fois par an dans les années suivantes.
En 1934, Berthe devint sociétaire de la Société des Gens de Lettres. Elle y fut présentée ainsi : « Comparés aux livres de Mlle Berthe Bernage, ceux de la Bibliothèque rose pourraient passer pour licencieux et presque démoniaques ». En 1963, elle en devint pensionnaire avec une pension annuelle de 160 francs.

## Les dernières années
En 1937, à la mort de leur mère, Berthe et Geneviève quittèrent la rue d'Artois et s'installèrent au 201 rue du Faubourg-Saint-Honoré où elles restèrent jusqu'à leur mort. Geneviève mourut le 29 mars 1972 et Berthe la rejoignit au cimetière 34 jours plus tard, le 2 mai.
Outre les romans pour enfants, et la série Giboulée, qui narre les aventures d'une adolescente parisienne et de ses deux frères, François et Dominique, elle a écrit plus de cinquante livres qui comprennent des recueils de nouvelles, des romans indépendants (La Marguerite s'effeuilla et La Marguerite refleurira, Mamie Soleil), la série Brigitte et Le Roman d'Elisabeth ainsi que des livres de savoir-vivre, qui sont encore édités.
Elle fut primée trois fois par l'Académie Française pour Brigitte jeune fille, Brigitte jeune femme et Le Roman d'Elisabeth (Le Matin d'un beau jour, L'Âge des ailes, Jeunesse, La Relève, Liberté chérie et Espérance, dont la majeure partie se déroule pendant la Seconde Guerre mondiale). 
Ses livres furent traduits en plusieurs langues y compris le turc.

## Œuvres
(liste exhaustive)

### SérieBrigitte
Primitivement, une nouvelle chronique paraît dans le magazine Les Veillées des chaumières, en 1925, qui met en scène des "impressions de jeune fille". Cette jeune fille, qui fête ses dix-huit ans, va à son premier bal, joue au tennis, part en vacances, a des amies aussi différentes que possible et deux frères (Yves et Denis), va rencontrer un jeune artiste, médaillé de 14-18, Olivier Hauteville. Brigitte n'était pas destinée à devenir une "saga", mais les lectrices des Veillées des Chaumières ont tellement réclamé une suite que Berthe Bernage en a continué l'écriture. 
Prix Sobrier-Arnould de l'Académie française en 1930 pour Brigitte.
- Brigitte jeune fille, Brigitte jeune femme, 1928
- Brigitte Maman, 1931
- Brigitte et le bonheur des autres, 1934
- Brigitte et le devoir joyeux, 1937
- Brigitte, femme de France, 1939
- Brigitte aux champs, 1941
- Brigitte sous le ciel gris, 1945
- Brigitte en ce temps-là, 1947
- Brigitte et le cœur des jeunes, 1949
- Brigitte et les routes nouvelles, 1950
- Brigitte et le cercle de famille, 1952
- Brigitte et le sourire des enfants, 1954
- Brigitte et les caprices de Roseline, 1955
- Brigitte et le printemps de Marie-Agnès, 1956
- Brigitte, les soucis et les joies, 1957
- Brigitte et les heures de solitude, 1958
- Brigitte et les tournants difficiles, 1959
- Brigitte et la maison où l'on s'aime, 1960
- Brigitte, la jalousie et le bonheur, 1961
- Brigitte choisit l'espérance, 1962
- Brigitte et le fiancé de Marie-Agnès, 1963
- Brigitte et la tentation de Roseline, 1964
- Brigitte et le soleil après l'orage, 1965
- Brigitte et les jeunes d'aujourd'hui, 1966
- Brigitte et le mariage de Marie-Agnès, 1967
- Brigitte et les cœurs heureux, 1968
- Brigitte et l'amour qui pardonne, 1969
- Brigitte les jeunes et leurs réactions, 1970
- Brigitte des larmes au sourire, 1971
- Brigitte et les cœurs tendres, 1972

Après la mort de l'auteur, de nouveaux titres paraissent dans la collection « Collection Berthe Bernage » :
- Brigitte et l'enfant du bonheur, 1973
- Brigitte et la route solitaire, 1974
- Brigitte et la relève, 1975
- Brigitte et le destin des femmes, 1976
- Brigitte et les saisons du cœur, 1977
- Brigitte et la chance, 1978
- Brigitte, le cœur des jeunes et les routes nouvelles, 1978
- Brigitte et l'invitation au voyage, 1979
- Brigitte et les caprices du destin, 1980
- Brigitte et le mariage de Véronique, 1981
- Brigitte et la fiancée venue des îles, 1982
- Brigitte et la rescapée de l'enfer, 1983
- Brigitte et le "oui" de Ganichoun, 1984
- Brigitte et l'étoile du matin, 1985
- Brigitte et le lilas de Claire, 1986
- Brigitte et les cent bougies, 1987
- Brigitte et les orphelins de Naples, 1988
- Brigitte et l'archange, 1989
- Brigitte et le ciel qui s'éclaire, 1995
- Brigitte et l'enfant du courage, 1996
- Brigitte et la lettre d'Argentine, 1998
- Brigitte et le chevalier noir, 2001
- Brigitte et le regard sur l'avenir, 2001
- Brigitte et la force de l'amour, 2001

### SérieLe Roman d'Elisabeth
Prix Montyon de l'Académie française en 1950 pour le recueil des six romans que compte la série.
- Le Roman d'Elisabeth - Le Matin d'un beau jour, 1937
- Le Roman d'Elisabeth - L'Âge des ailes, 1938
- Le Roman d'Elisabeth - Jeunesse, 1942
- Le Roman d'Elisabeth - La Relève, 1943
- Le Roman d'Elisabeth - Liberté chérie, 1946
- Le Roman d'Elisabeth - Espérance, 1948

### SérieGiboulée
Série de huit romans parue aux éditions Gautier-Languereau, dans la collection Nouvelle Bibliothèque de Suzette. Illustrations de Pierre Couronne.
La série relate les aventures d'une adolescente parisienne et de ses deux frères. 
- 1959 : Mademoiselle Giboulée
 (réédition en 1967 avec nouvelle illustration de couverture)
- 1960 : L'Intrépide Giboulée
 (réédition en 1967 avec nouvelle illustration de couverture)
- 1961 : Giboulée au Pays basque
 (réédition en 1967 avec nouvelle illustration de couverture)
- 1962 : Giboulée et le Fantôme
 (réédition en 1967 avec nouvelle illustration de couverture)
- 1963 : Giboulée sur la Côte d'Azur
 (réédition en 1967 avec nouvelle illustration de couverture)
- 1964 : Giboulée antiquaire
 (réédition en 1967 avec nouvelle illustration de couverture)
- 1965 : Giboulée en Bretagne
 (réédition en 1967 avec nouvelle illustration de couverture)
- 1967 : Giboulée en Hollande

### Autres écrits
- La Fourmi n'est pas prêteuse, 1925
- Histoire d'un Pierrot et de trois petites filles, 1928
- Le savoir-vivre et les usages du monde, 1928
- Nos lettres. Conseils et formules pour toutes les circonstances, 1930
- La Tutelle de cousine Linotte, 1931 (roman)
- Il était un petit page, 1932 (roman)
- Si je n'aime, je ne suis rien, 1934
- Les Voix qui rappellent, 1935
- Elle et son mari, 1936 (roman), prix Louis-Paul-Miller de l’Académie française  en 1939
- Une petite fille tombée de la Lune, 1937 (roman)
- La Fillette à l'âge ingrat, 1938 (roman)
- Comment j'écris mes lettres, 1942
- Mère de demain, 1942
- La Relève, 1943
- Cœurs de chez nous (nouvelles), 1944
- Faire plaisir. Le Jour de l'an de Marinette, 1944
- Jardin sur le toit, 1944 (nouvelles)
- Comment on se marie aujourd'hui, 1945
- Mamie soleil, 1945 (roman)
- Notre pain quotidien, 1945
- Sainte Brigitte, 1945
- Tout seuls, 1946 (roman)
- Convenances et Bonnes Manières, 1949
- Savoir écrire des lettres, 1949
- Larmes et sourires, 1950 (nouvelles)
- La Marguerite s'effeuilla, 1950 (roman)
- Les Belles-mères, 1951
- Sagesse au fil des jours, 1952
- L'Homme au chapeau gris, 1954 (roman)
- La Marguerite refleurira, 1957 (roman)
- Conseils de Berthe Bernage, vie familiale, vie mondaine, vie sociale, vie personnelle, 1959
- Savoir vieillir et sourire, 1968
- Le Nouveau Savoir-vivre : le code moderne du savoir-vivre, 1974

## Prix et récompenses
- 1930 : Prix Sobrier-Arnould de l'Académie française pour Brigitte
- 1939 : Prix Louis-Paul-Miller de l'Académie française pour Elle et son mari
- 1950 : Prix Montyon de l'Académie française pour Le Roman d'Elisabeth

## Sources
- copyright 2002-2010 Bibliothèque de Suzette
- Bibliothèque nationale de France (catalogues)